# Modalnotation

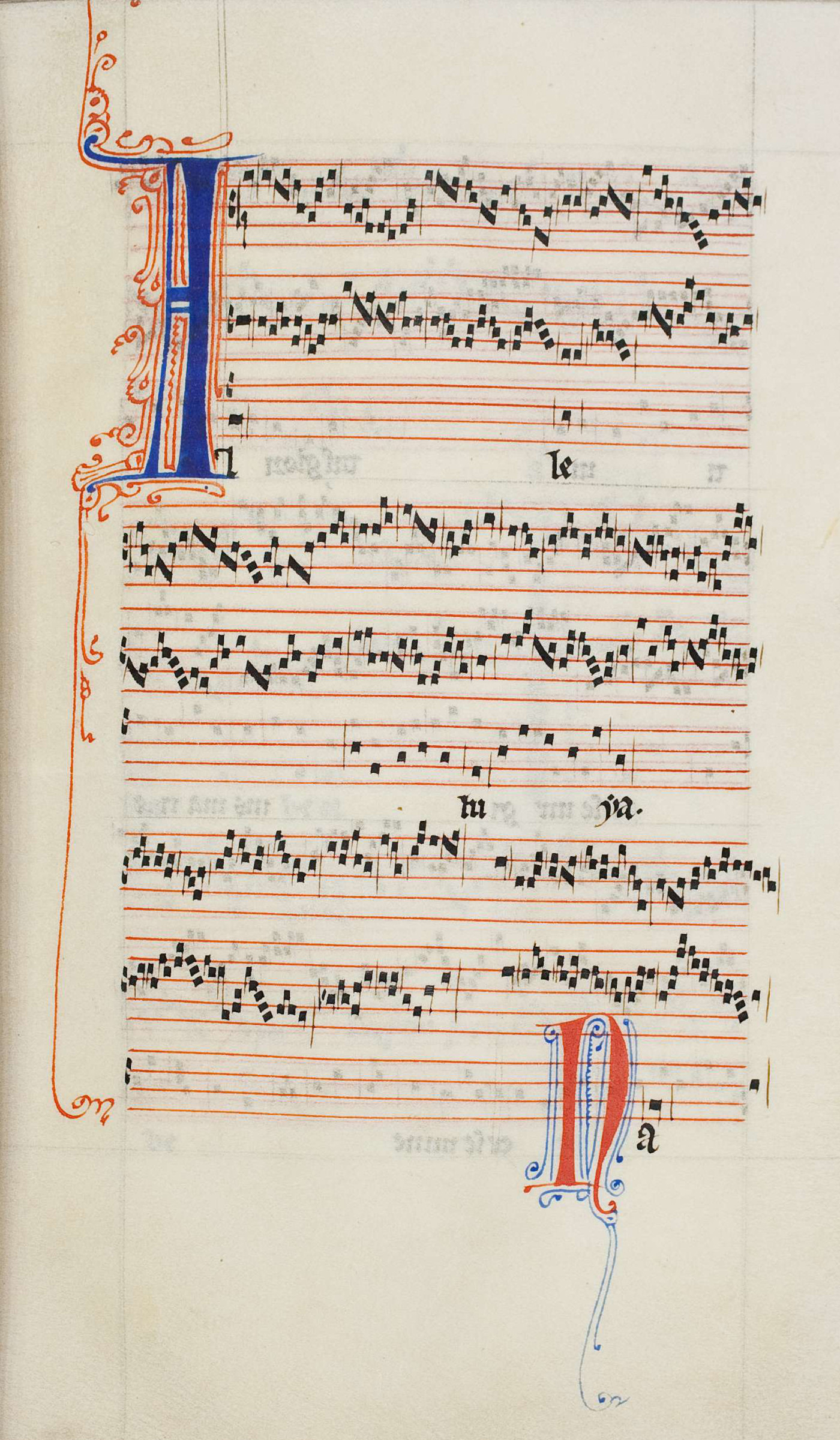
Pérotin: Alleluia nativitas

Die Modalnotation ist ein System zur Notation mehrstimmiger Musik, die in Westeuropa während der Notre-Dame-Epoche (12. Jahrhundert bis zum Beginn des 13. Jahrhunderts) gebräuchlich war und sich aus der Quadratnotation entwickelt hat.
In der europäischen Musikgeschichte war die Modalnotation das erste System, das es ermöglichte, Rhythmen festzulegen, also eine feste Abfolge langer und kurzer Notenwerte zu definieren. Dies war eine Voraussetzung dafür, mehrstimmige Musik – im Gegensatz zu einstimmiger Musik wie dem gregorianischen Choral – nachvollziehbar zu verschriftlichen. 
Anders als in der modernen Notenschrift konnten aber noch keine einzelnen Notenwerte dargestellt werden. Vielmehr basierte die Modalnotation auf sechs verschiedenen rhythmischen Formeln (Modi), die im Verlauf eines Stückes immer wieder wiederholt wurden. Die darauf beruhende Rhythmik wird als Modalrhythmik oder Modalrhythmus bezeichnet.
Dargestellt wurden die sechs Modi als Folge von Ligaturen (mit einem Balken verbundene Noten) und Einzelnoten. Das Muster der Abfolge von Ligaturen und Einzelnoten bezeichnete den Modus, in dem das Stück gesungen werden sollte.
Anfang des 13. Jahrhunderts wurde die Modalnotation abgelöst durch die Mensuralnotation, mit der erheblich differenziertere Rhythmen dargestellt werden konnten.